# Estelí
Estelí là một khu tự quản thuộc tỉnh Estelí, Nicaragua. Khu tự quản Estelí có diện tích 796 ki lô mét vuông. Đến thời điểm năm 2005, huyện Estelí có dân số 112084 người.